# Викирайте, Ниёле Владиславовна
Янина-Ниёле Владиславовна Викирайте (лит. Janina-Nijolė Vikiraitė; род. 10 сентября 1943, Клайпеда, Литовская ССР, СССР) — советская и литовская актриса и певица.

## Биография
Родилась 10 сентября 1943 года в Клайпеде, Литовская ССР.
Пробовала поступать на актёрский факультет, но неудачно. Училась в Литовской государственной консерватории по классу вокала (меццо-сопрано), но учёбу не закончила. Позже окончила филологический факультет Вильнюсского государственного университета.
В 1963 году дебютировала в кино, сыграв Дайну в литовском фильме «Хроника одного дня». Широкую известность актрисе принесла работа в фильме «Дубравка» (1967) по мотивам рассказа Радия Погодина.

## Фильмография
- 1963 — Хроника одного дня — Дайна
- 1964 — Марш! Марш! Тра-та-та! — эпизод (в титрах не указана)
- 1967 — Дубравка — Валентина Григорьевна
- 1970 — Риск — женщина с ребёнком